# Liste der Naturdenkmale in Framersheim
Die Liste der Naturdenkmale in Framersheim nennt die im Gemeindegebiet von Framersheim ausgewiesenen Naturdenkmale (Stand 17. Februar 2024).

## Naturdenkmale
| Nr.         | Bezeichnung            | Lage                        | Beschreibung  | Bild                                    |
| ----------- | ---------------------- | --------------------------- | ------------- | --------------------------------------- |
| ND-7331-442 | Eiche an der Weckmühle | Mühlstraße, bei Nr. 13 Lage | Quercus robur | Direkt Bild zu diesem Denkmal hochladen |

## Ehemalige Naturdenkmale
| Nr. | Bezeichnung            | Lage                                | Beschreibung                                                        | Bild                                    |
| --- | ---------------------- | ----------------------------------- | ------------------------------------------------------------------- | --------------------------------------- |
|     | Reste des Effenkranzes | Am Wall, gegenüber Nr. 1 und 3 Lage | Ulmus minor, mehrere Bäume, mit Graben; Rechtsverordnung aufgehoben | Direkt Bild zu diesem Denkmal hochladen |